# Мистецька копія

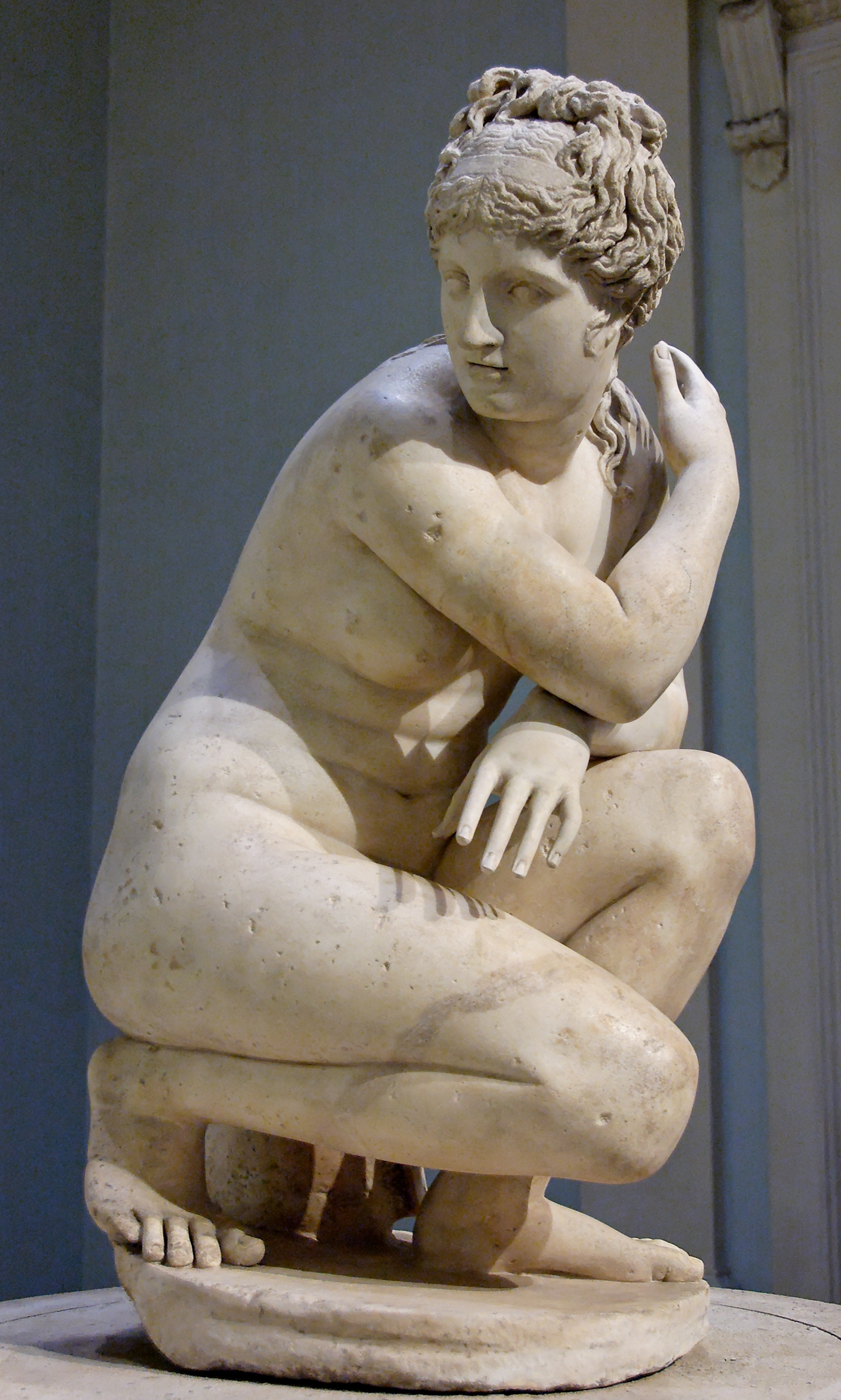
«Венера», доба еллінізму, копія римської доби, висота 112 см, Британський музей, Лондон.

Копія у мистецтві — точне відтворення оригінального (наявного у єдиному зразку) твору мистецтва з метою розкриття авторських композиційних засобів, художньої манери та його художньої техніки. Близькою до цих завдань буває і авторська копія з популярного або досить вдалого твору, де автоматично присутні художня манера і використана автором художня техніка.

## Передмова
Твори мистецтва мають власну долю, успішну або драматичну чи навіть трагічну, власне ідейне навантаження і відбиток на собі панівних ідей доби та побуту народу і рівня його культури або варварства. Усі ці фактори надають твору можливості відбутися/народитися, успішно/неуспішно подолати перебіг подій чи століть, зникнути з пам'яті чи стати реліквією, що освятить історію народів різних держав. Фактом є довге життя творів мистецтва, що пережили і держави, і епохи, і переживуть сьогодення.
Низка творів мистецтва швидко ставала шанованими святинями або своєрідними свідками вищих досягнень культури, практично культурними еталонами. Серед них сім чудес доби античності, споруда Парфенона, Вишгородська Бороматір, Сикстинська мадонна, Александрійська бібліотека тощо.

## Історичні факти. Античність

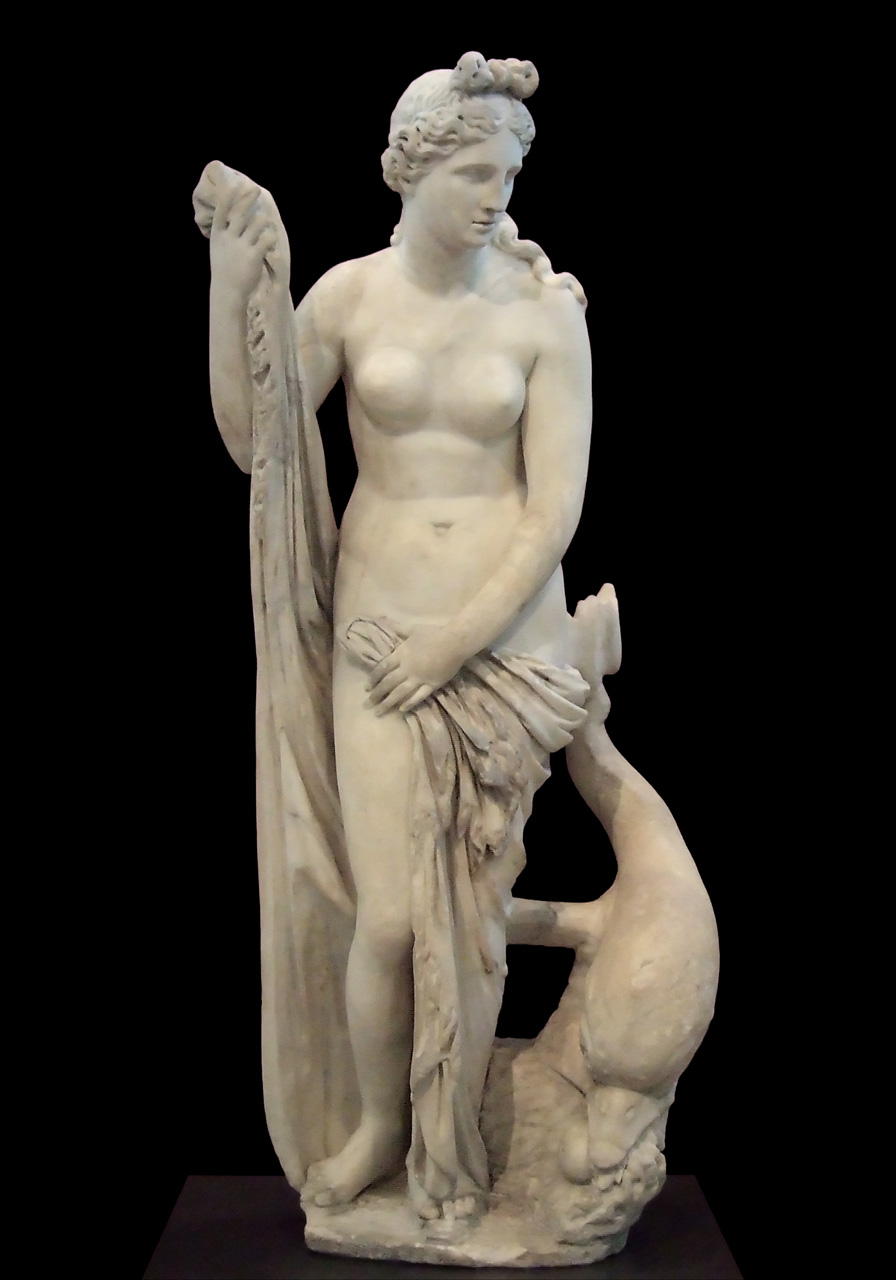
Давньоримська копія, мармур. Афродіта Анадіомена (що виходить з морської піни) з оригінала грецького скульптора Праксітеля. Музей Гетті, Лос-Анжелес.

У мистецтвознавстві терміном «античність» позначають мистецтво Стародавньої Греції та Стародавнього Рима, близькі за формами, але помітно відрізнявшимися ідейним навантаженням та метою.
- У давньогрецькому мистецтві втілені ідеали вільного громадянина держави-поліса, тому скульптури вояків, переможців олімпійських ігор і навіть портрети слугували вихованню нових поколінь на видатних прикладах.
- У мистецтві Стародавнього Рима присутня ідея звеличення суворої держави або імператора, порівняного з богом, а мистецтво, що лише запозичило зовнішні давньогрецькі форми, слугувало покажчиком багатства, причетності до обраності, престижу та розкошів, покажчиком високого статуса володаря. Мети виховання нових поколінь на видатних прикладах вільного громадянина — давньоримське мистецтво не ставило.

Тому копіювання давньогрецьких скульптур мало поширення саме у Стародавньому Римі, коли захоплену Грецію перетворили лише на чергову колоніальну провінцію Римської імперії. Римляни запозичили не все з велетенського культурного спадку греків, а лише те, що підходило під настанови римської культури. Так, римські скульптори ніколи не копіювали скульптур і пам'яток грецької архаїки. Призабуте мистецтво грецької архаїки наново відкрили у XIX ст., переоцінили наново її значення, виставили пам'ятки з розкопок у музеях. Лише після цього грецька архаїка отримала власне місце у історії мистецтв і нарешті отримала пишні епітети істориків та культурний престиж.
Дослідження виявили, що давньоримські майстри копіювали лише пам'ятки доби грецької класики та доби еллінізму. Мода на давньоримські старожитності (а відтак і на давньоримські копії) прийшла з Італії доби відродження і бароко, стала важливою частиною недемократичної, а аристократичної культури декількох країн Західної Європи. Тому низка західноєвропейських столиць і їх збірок (магнатських і королівських) десятиліттями накопичувала артефакти з розкопок, а згодом з мистецьких аукціонів давньоримські старожитності (монети і медалі, погруддя римських імператорів, уламки садових скульптур, давньоримські саркофаги, численні копії і репліки з творів давньогрецьких майстрів роботи римських копіїстів).
Уже у XVIII ст., коли античних артефактів на всіх охочих не вистачало, отримала розповсюдження практика створення гіпсових відливок (гіпсових копій) з уславлених зразків. Їх (доступних і дешевих на відміну від мармурових чи бронзових оригіналів і копій) охоче збирали численні художні академії у містах Париж, Лондон, Копенгаген, Флоренція, Венеція, Петербург, Філадельфія тощо.
Широке копіювання скульптур давньоримськими майстрами врятувало уяву про низку давньогрецьких скульптур, оригінали котрих були остаточно втрачені це в добу античності. Тривимірні копії дозволили відтворити на копійному матеріалі втрачені сторінки стародавнього античного мистецтва, надбання котрого лежить у підмурках західноєвропейського мистецтва і західної цивілізації як такої. Цей конгломерат копій лише доповнений небагатьма оригіналами, видобутими зусиллями археологів на суходолі або піднятих з моря.

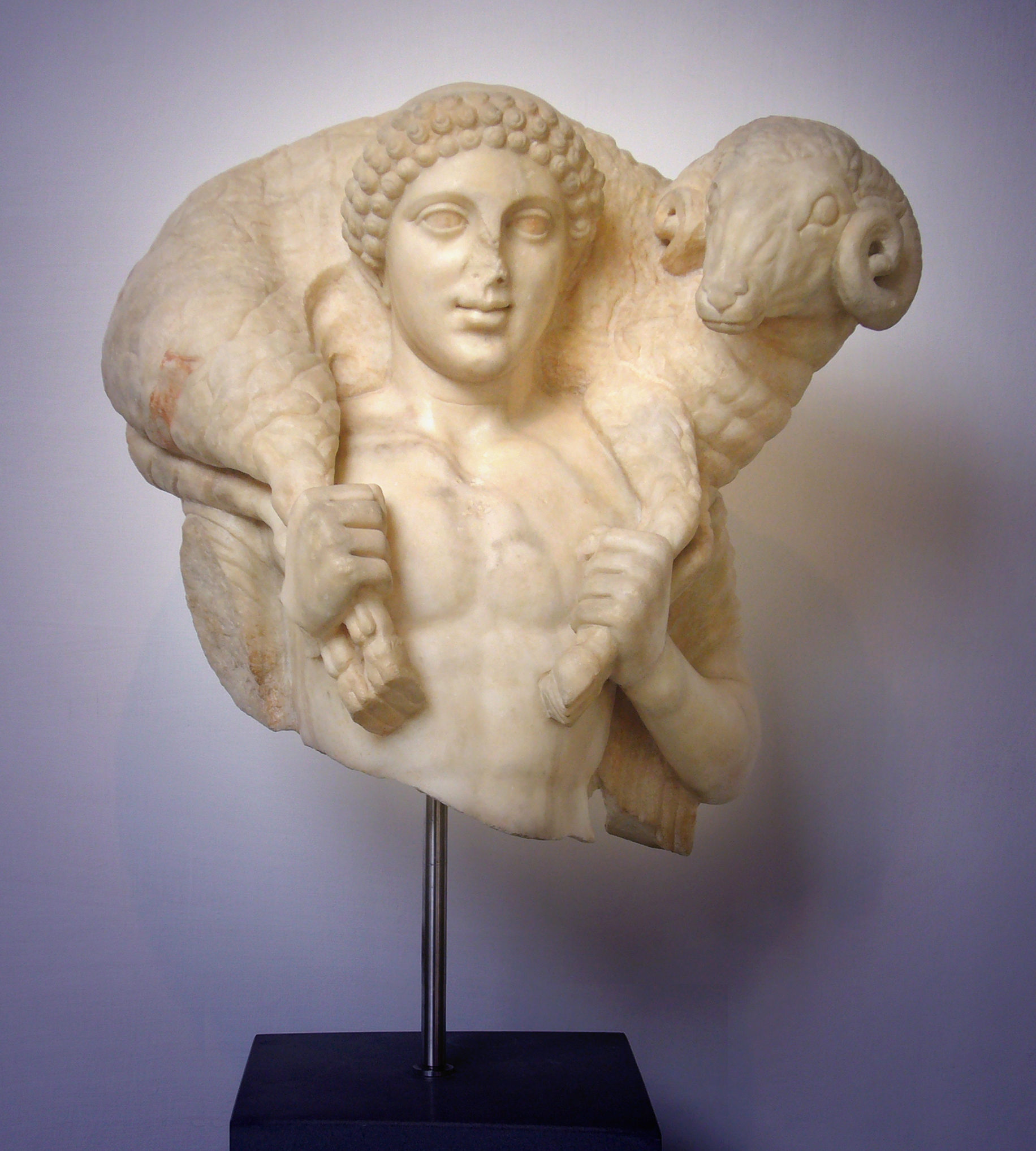
«Гермес з бараном», римська копія з давньогрецього оригінала. Музей античної скульптури Джованні Баракко, Рим.
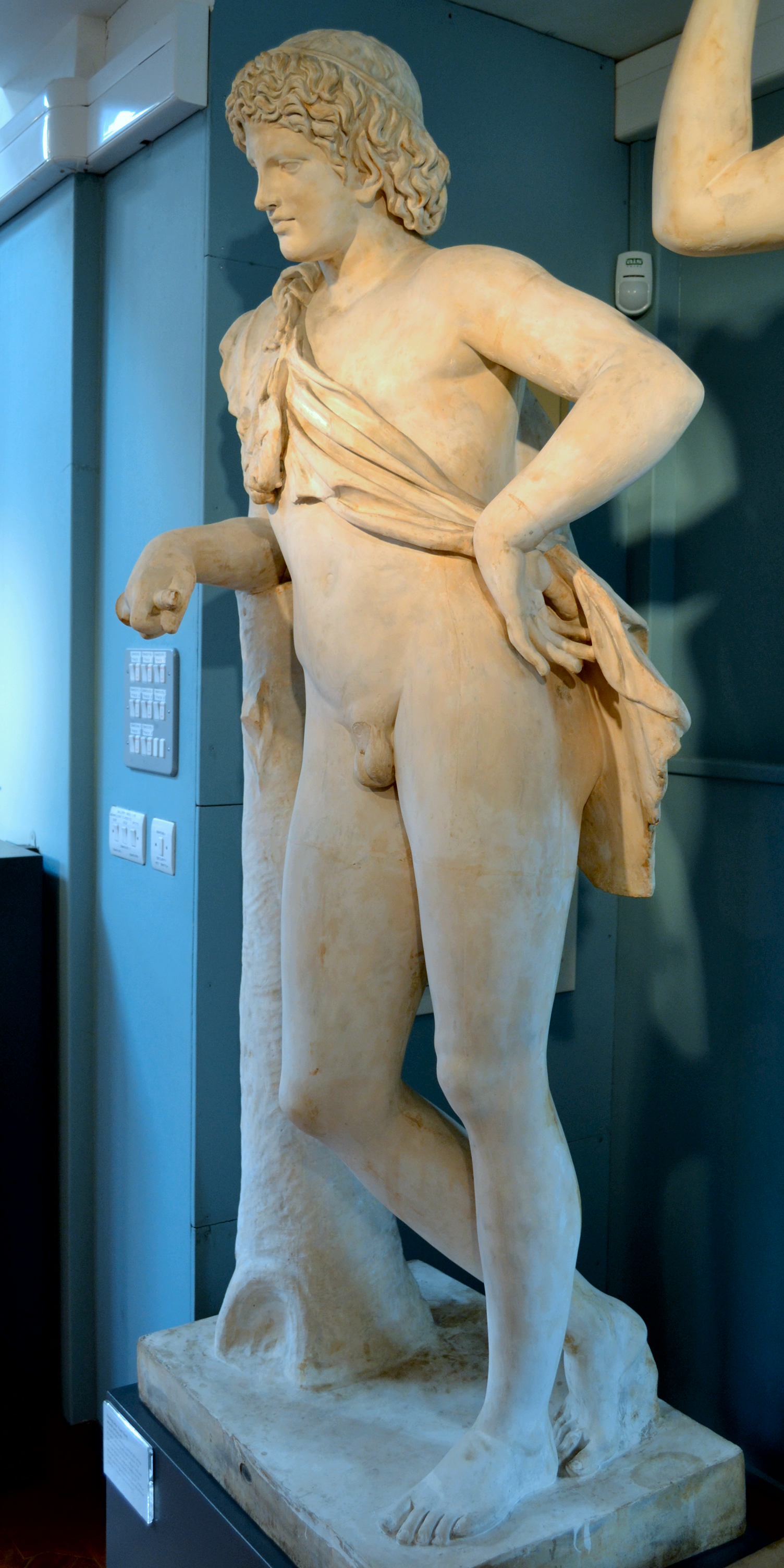
«Відпочинок Фавна», копія, Ашмолеан музей, Оксфорд, Велика Британія.
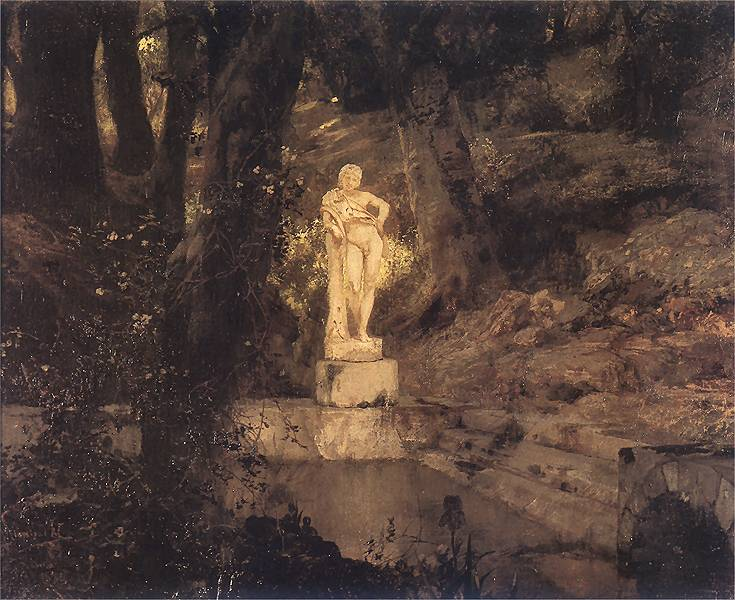
Худ.Генрик Семирадський. Ставок зі скульптурою «Відпочинок Фавна», головний персонаж картини — копія скульптури роботи Праксітеля
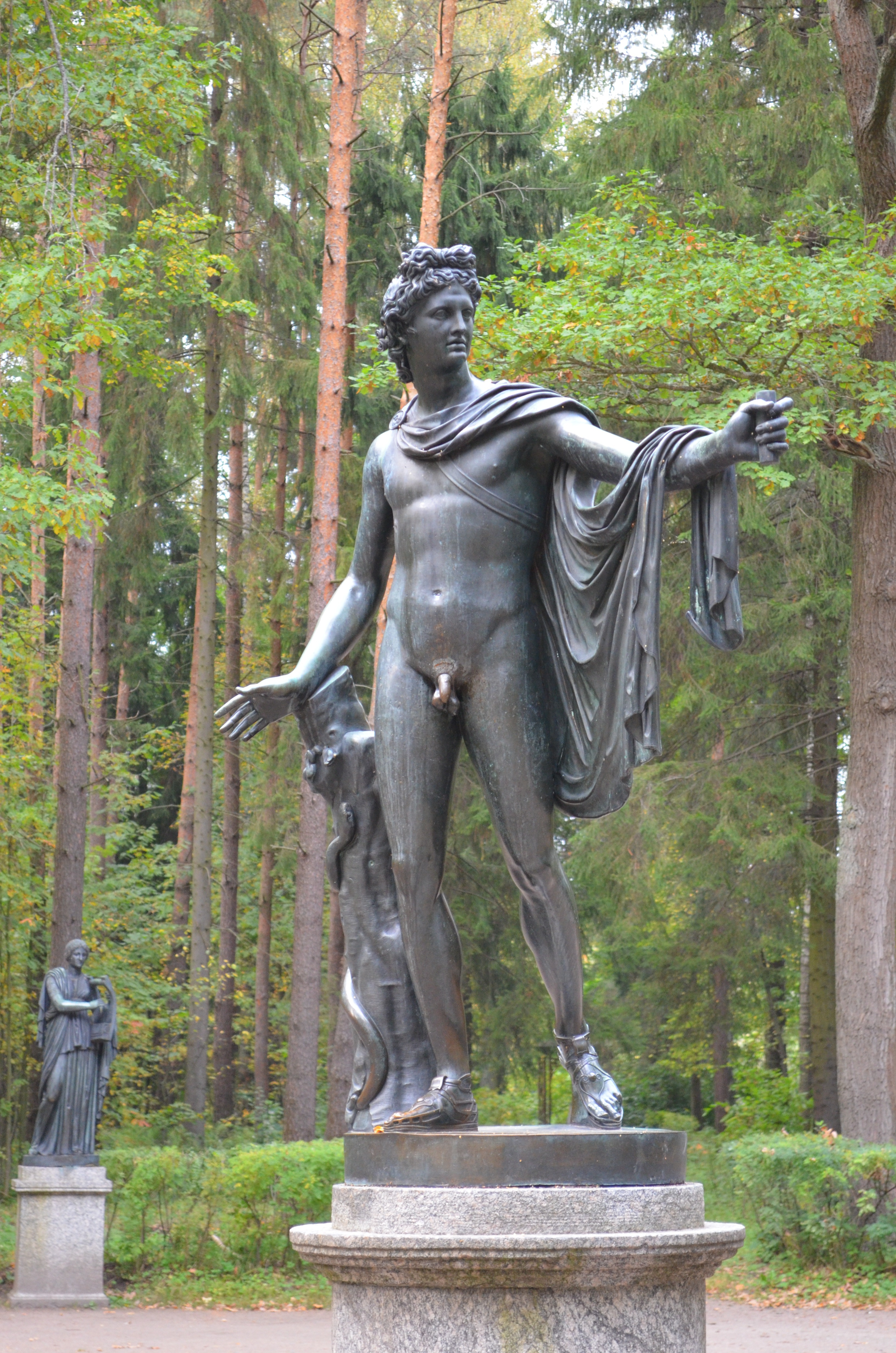
Аполлон Бельведерський. Копія, бронза, Павловський парк, Росія
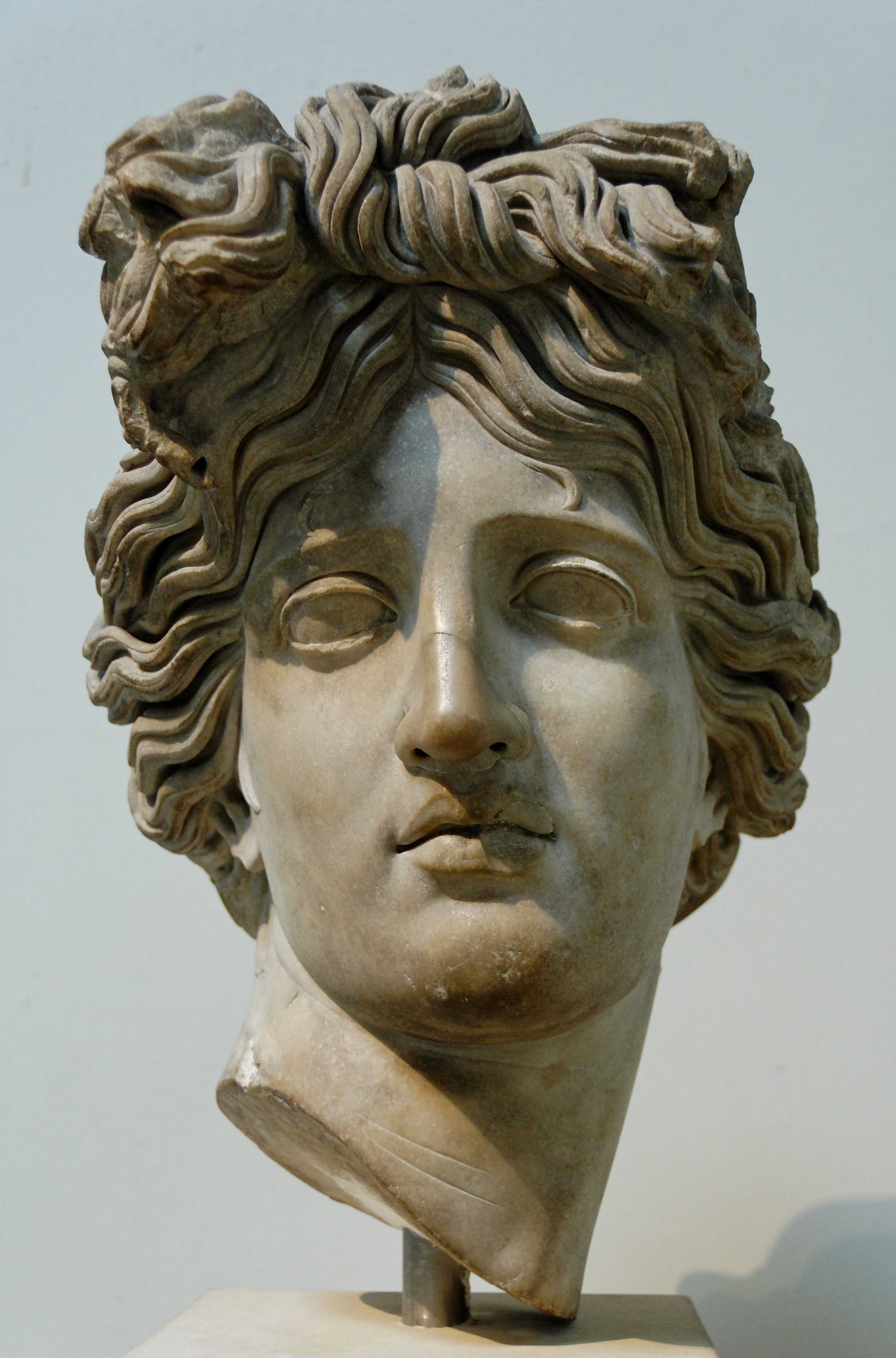
Копія голови Аполлона, мармур, Базель, Швейцарія

## Копії роботи Рубенса з творів інших майстрів

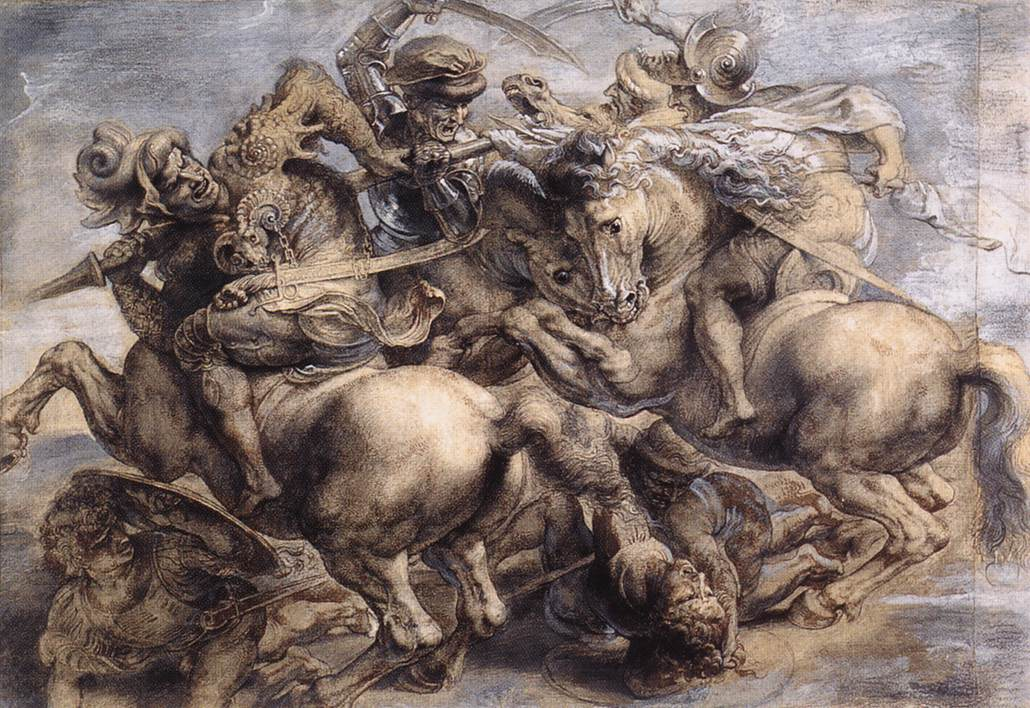
Рубенс з композиції Леонардо да Вінчі. «Баталія при Ангіарі». Копія Рубенса з центральної групи картону Леонардо да Вінчі. Лувр, Париж.
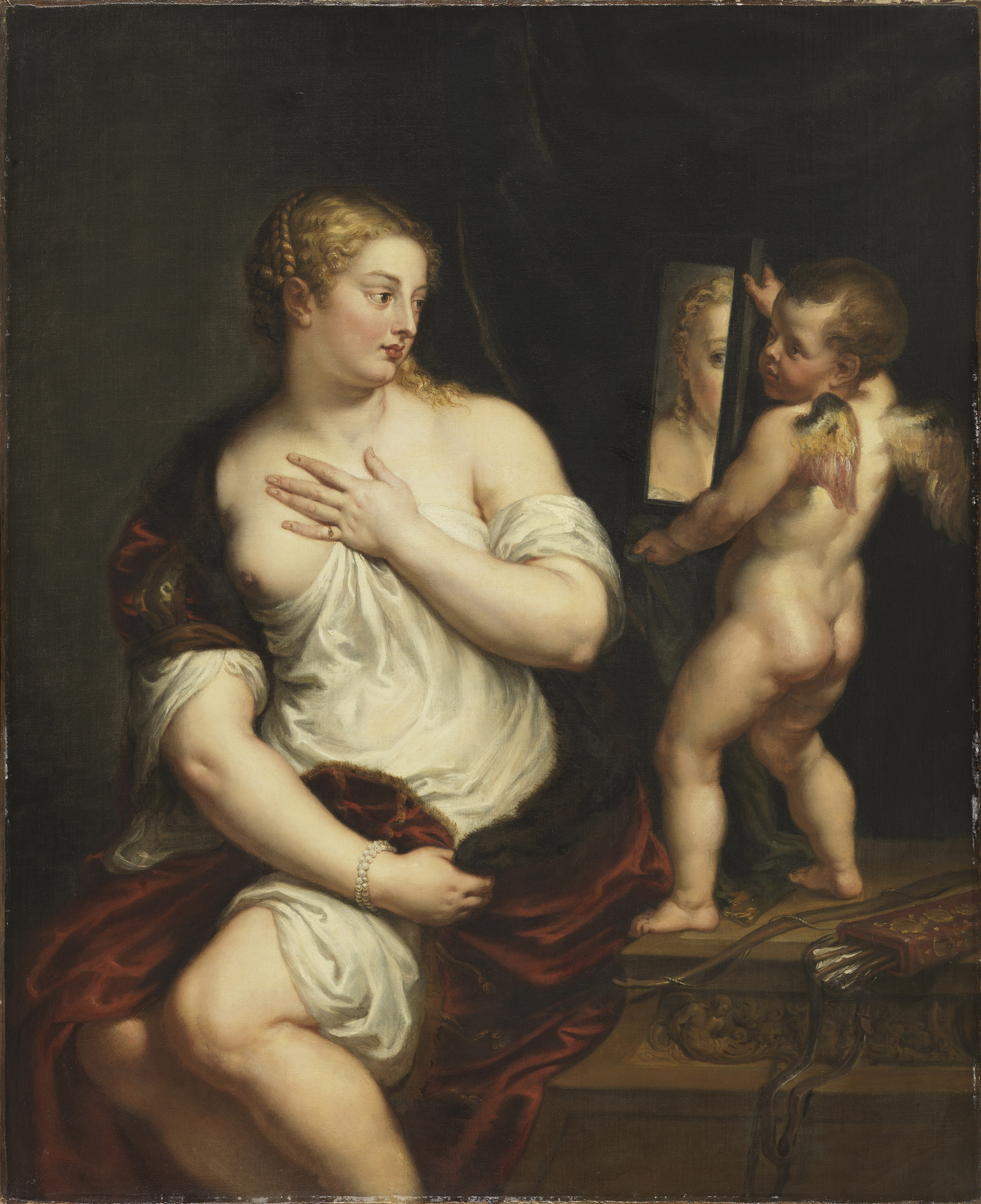
Рубенс з композиції Тиціана. «Венера і Купідон, що утримує дзеркало». Музей Тиссена-Борнемісса

## Копії творів Рубенса

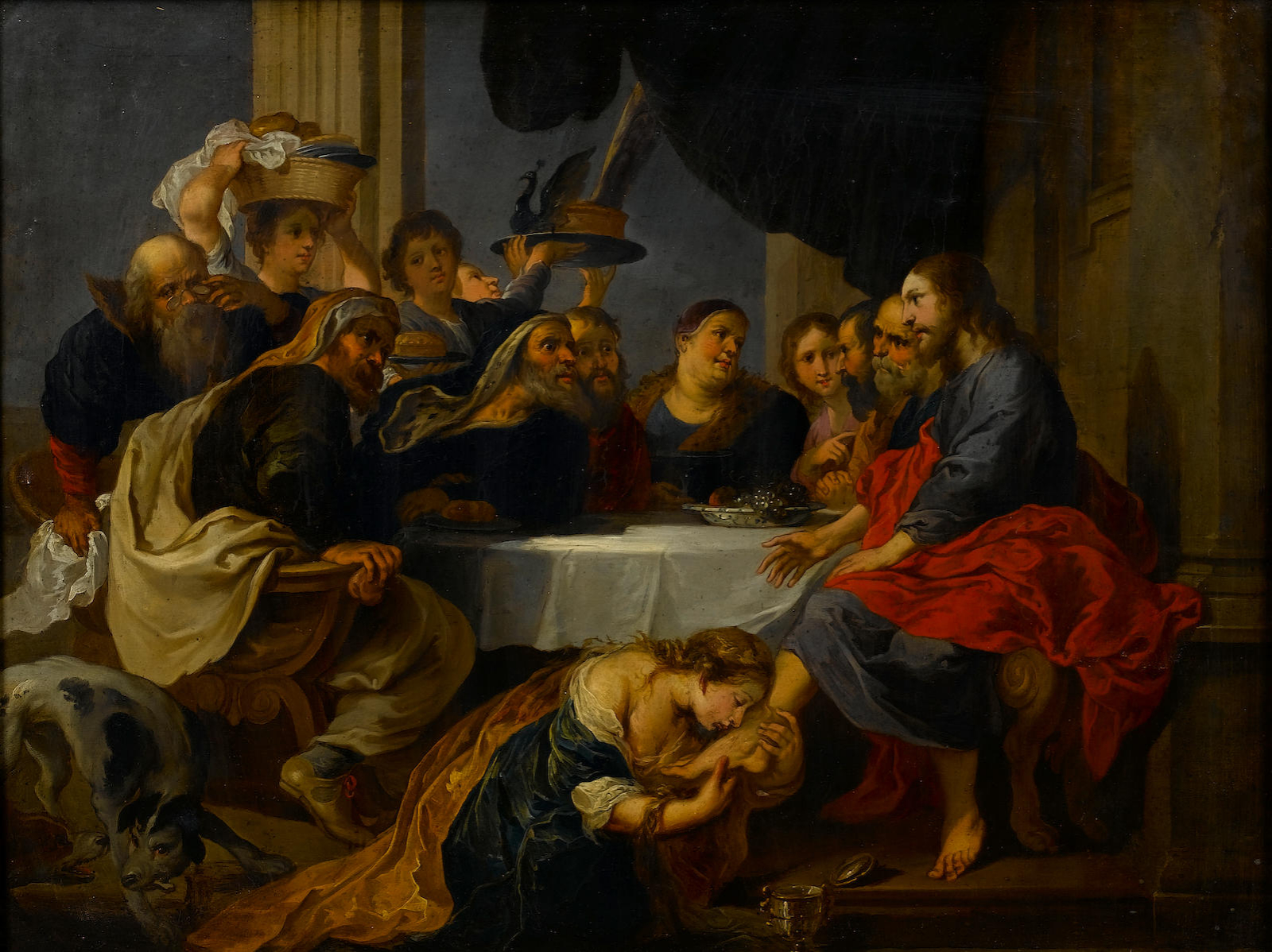
Віктор Вольфверт молодший, мала копія на міді великої картини П.П. Рубенса «Бенкет в домі Симона фарісея»

Мода на картини і ескізи роботи Пітера Пауля Рубенса була підігріта як його обдарованістю (створював міфологічні композиції і парадні портрети, вівтарі для католицьких церков, ескіз-картони для килимів, розробляв пейзажі і побутовий жанр), так і перебуванням у Італії і прихильністю до митця коронованих осіб і європейської аристократії. Це породило хвилю копіювання його картин і навіть ескізів, котрі замовляли антверпенські торговці картинами Гільйом Форхондт та Матіс Муссон. Серед виконавців цих копій на художній ринок — Віктор Вольферт молодший, Пітер ван Лінт. До цих копій слід додати копії численних учнів його антверпенської майстерні. Низку творів Рубенс виконав у співпраці з іншими художниками (серед них Франс Снейдерс, Ян Вільденс, Антоніс ван Дейк), що помітно зменшило участь митця у створенні оригіналів, бо це продукція фінансово успішної майстерні. По смерті Рубенса у його майстерні залишились недоробленими картини, котрі закінчував художник Ян Бокхорст, а їх слід визнавати сумісними творами двох майстрів.

## Система копіювання у Ермітажі для художників
Перша за вартістю художня збірка імператорського Ермітажу стала на десятиліття школою для прихильників мистецтв та художників-початківців. Ермітаж також був більш доступним ніж приватні збірки петербурзьких аристократичних родин. Імператорська колекція також забезпечувала першу значиму зустріч із західноєвропейською культурою і її вищими досягненнями у духовній царині як для дворянства, так і для художників. Створення копій розглядалось педагогічною системою Академією мистецтв як важливе завдання виховання та становлення майбутніх художників.
Перші звістки про наявність копій з видатних зразків західноєвропейського живопису знайдені у звітах факторської (комерційної) крамниці Петербурзької Академії мистецтв наприкінці XVIII ст. Факторська крамниця академії торгувала як копіями, так і учнівськими картинами. Декотрі з копій слугували навчальними зразками у приватних гуртках і для художників-аматорів. Ними охоче прикрашали картинні галереї у віддалених від столиць садибах багатьох поміщиків-дворян, де не розрізняли копії від оригіналів. Звідси плутанина копій з оригіналами при вивченні інвентарів дворянських збірок при розпродажах, де часто позначені Тиціан, Рубенс, Леонардо да Вінчі, тоді як це типові копії, іноді сумнівні копії XVI–XVII–XVIII століть.
Копіїсти кінця XVIII ст. і їх наставники надавали перевагу картинам італійських майстрів, фламандцям, престижним у російській столиці голландцям та французам. У переліку копійних творів — Франсуа Буше, Шарден, Карл Ванлоо, Жан-Батіст Удрі, Клод Лоррен, Пітер Пауль Рубенс, Антоніс ван Дейк, Франческо Тревізані, Давід Тенірс молодший  та інші. Звертання до широкого кола іноземних майстрів обумовлене відсутністю відповідного власного художнього досвіду у митців Російської імперії. Бо середньовічна культура затрималась у Росії і керувала художнім життям без розвитку багатьох жанрів, давно розгалужених і розвинених у закордонних художніх школах Голландії, Франції, Італії, навіть у Німеччини, де жанри живопису були стримані у розвитку Селянською війною XVI ст. і катастрофою Тридцятирічної війни XVII.
Навчальна програма для художників у Петербурзькій академії намагалось наздогнати західноєвропейські школи і практикувала розширений перелік жанрів, де були портрети, батальний жанр, ідеальні (вигадані) пейзажі, історичний живопис, «домашні вправи (тобто побутовий жанр)», «квіти і фрукти (десюдепорти і натюрморти)», «звірі і птахи (тобто анімалістичний жанр)». Панування доктрин класицизму в Російській імперії обумовило моду на копіювання західноєвропейських художників цього напрямку та представників болонського академізму. Серед копій опинились і малоформатні картини Рембрандта побутового жанру і портрети, хоча у доктрини класицизму ці твори не укладалися. Картини Рембрандта і голландських та іспанських майстрів почали користуватись популярністю здебільшого у середині XIX ст., коли у мистецтві Російської імперії зміцнів позиції місцевий реалізм.
На початку XIX ст. у Ермітажі започаткували  «список художникам та прихильникам живопису, що мають (право) на вхід у галереї Ермітажу для копіювання з оригіналів». Вивчення цих списків зафіксувало контингент копіїстів, серед котрих були учні Академії мистецтв, її випускники, художники-кріпаки з дозволу володарів рабів, художники-аматори. Твори на біблійні чи євангельські сюжети копіювала більшість. Увагою користувались твори болонської та римської художніх шкіл. Чимало копій було створено з євангельських кантин Гверчіно, Франческо Альбані, Сассоферато, Карло Маратті  тощо.

## Копії старовинних фресок

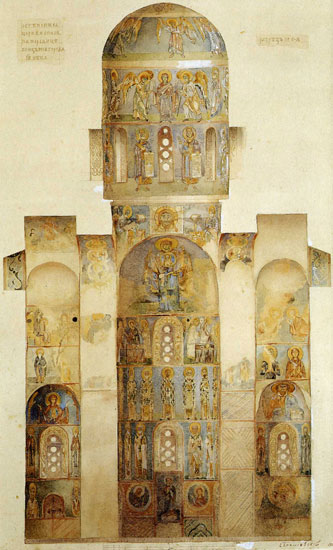
Первісне розташування фресок головного вівтаря і бічних абсид, копія роботи Браіловського Л.М. 1904 р.

Церква Спаса на Нередиці. «Спас Нерукотворний». Фреска на верхівці західної арки 1199 р. Копія Ю.Н. Дмитрієва. 1925 р.

Помітну художню і наукову вартість мають копії старовинних фресок, перевезені у музеї. Це йде ще від настанов археології, котрі вимагають замальовок всіх щойно відкритих артефактів у розкопі. Додатково роблять фотофіксацію.
Довготривалість фрескового живопису не рятує їх від пошкоджень у пожежі і повені, від зайвої вологи і диму, бруду, вандальних атак впродовж століть. Середньовічні центри культури не збігаються із сучасними культурними центрами. Тому низка фрескових циклів мимоволі опинилась у провінціях, де дбати про пам'ятки зазвичай нікому. Проблемним є і перебування фресок, первісно створених у малих містечках або численних селах, як то було притаманно середньовічним Італії, Каталонії, Україні, Польщі, Румунії, Московії тощо.
Випадково збережені фрески кінця XII ст. у церкві Спаса на Нередиці розпочали активно вивчати тільки у середині XIX ст. на хвилі моди на національну старовину.  Фрески дивом збереглися до середини XIX ст. у тихому і провінційному на той час Великому Новгороді без оновлень, що підвищило їх мистецьку вартість. На популярність старовинної пам'ятки спрацювала і географічна наближеність провінційного міста до столиці Російської імперії Петербурга. Неможливість перенесення храмових фресок у столичний Петербург примусила їх копіювати.
1862 року російський художник Н. Мартинов виконав копії фресок храму. А 1869 року копії роботи Мартинова хвалькувата петербурзька комісія відіслала на Всесвітню міжнародну виставку у Париж як свідоцтво збереженої старовини. Копії фресок мали успіх, фрески викликали зацікавленість європейських науковців і істориків, а копіям присудили бронзову медаль.
Бронзова медаль спрацювала у Російській імперії як страховий поліс і уберегла фрески Спаса на Нередиці від оновлень олійними фарбами чи знищення, що було звичною практикою у низці старовинних храмів, включаючи і найбільш стародавні і уславлені. 1904 р. другий художник Л.М. Браіловський створив новий цикл усіх фресок храму, що надало історикам цілісну уяву про увесь ансамбль. Невдовзі у 1910 р. ініціативою Російського Археологічного товариства та цільовою експедицією Петербурзького університету була проведена фотофіксація усіх фресок.
Чергове копіювання фресок храму 1918 року провели художниці Н. Толмачевська та Л. Дурново.
До заслуг художниці Лідії Дурново (1883–1963) належить розробка і запровадження у практику наукової технології копіювання фресок.
Виникають і перші майстерні, спеціалізовані на копіях старовинних фесок. Вже 1920 року у Петрограді (Ленінграді з 1924 р.) Лідія Дурново заснувала майстерню копій давньоруських фресок, розташовану у Російському інституті історії мистецтв. Так, копії  фресок кінця XII ст. з церкви Спаса Преображення на Нередиці, виконані майстернею, мали художню і історичну вартість через точно відтворену колористику, пропорції, за можливості — фактуру і особливості художніх манер середньовічних майстрів. Історична і документальна вартість копій фресок збільшилась після руйнації храму на Нередиці під час війни ще у серпні 1941 року.

## Приклади реставраційних копій споруд в Україні

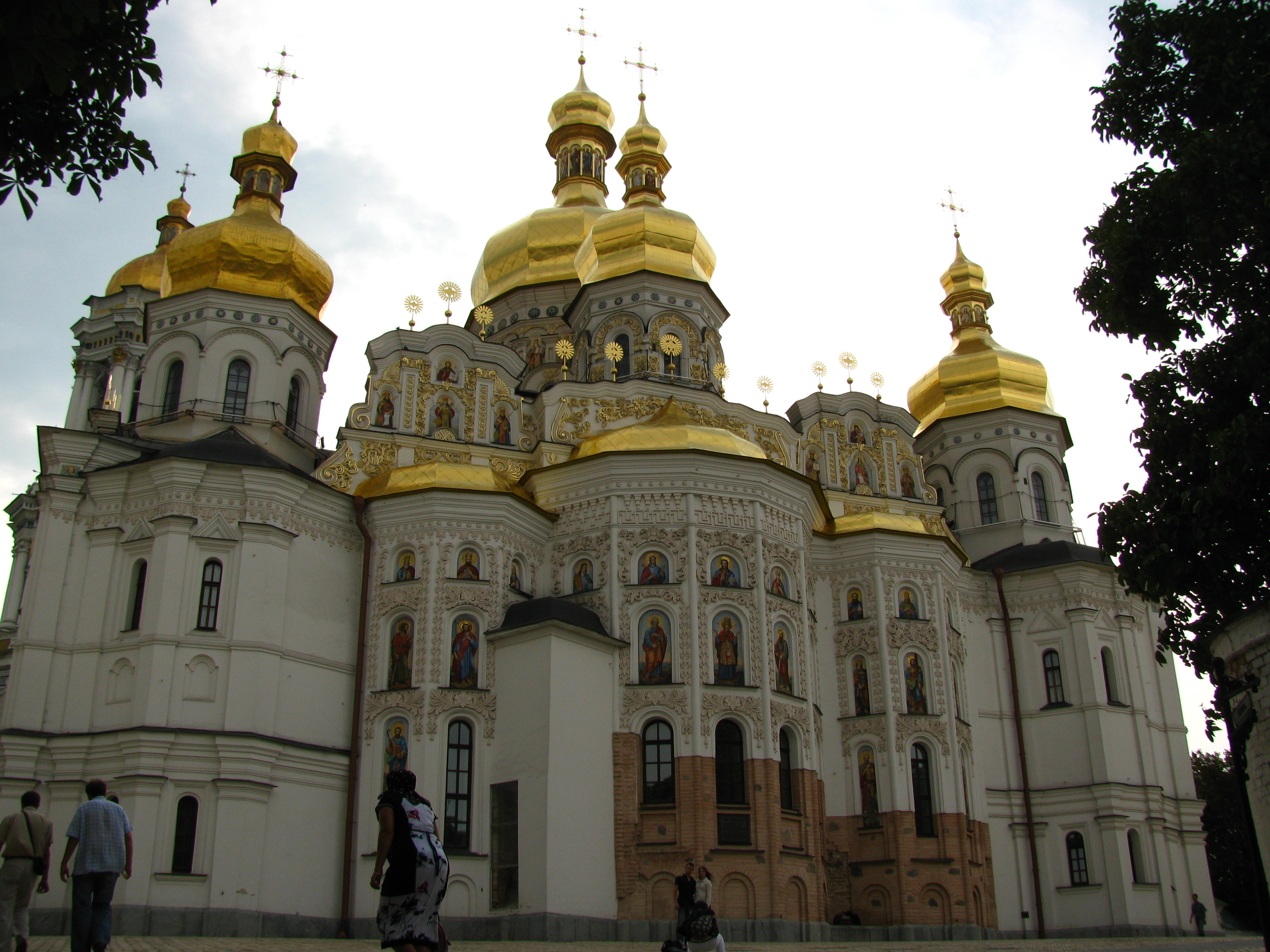
Успенський собор Печерського монастиря,вигляд з вівтарної частини

Малюнок відтвореної з нового матеріалу української церкви святих Володимира та Ольги 1831 року з с. Котень (нині — Польща)

- Відновлення (реставраційна копія) після радянських руйнацій на історичному місці кам'яного Михайлівського Золотоверхого собору, м. Київ
- Відновлення (реставраційна копія) після воєнних руйнацій на історичному місці кам'яного Успенського собору Печерського монастиря, м. Київ
- Реставраційна копія: кам'яна П'ятницька церква, м. Чернігів
- Бережанський замок, відновлення первісних форм

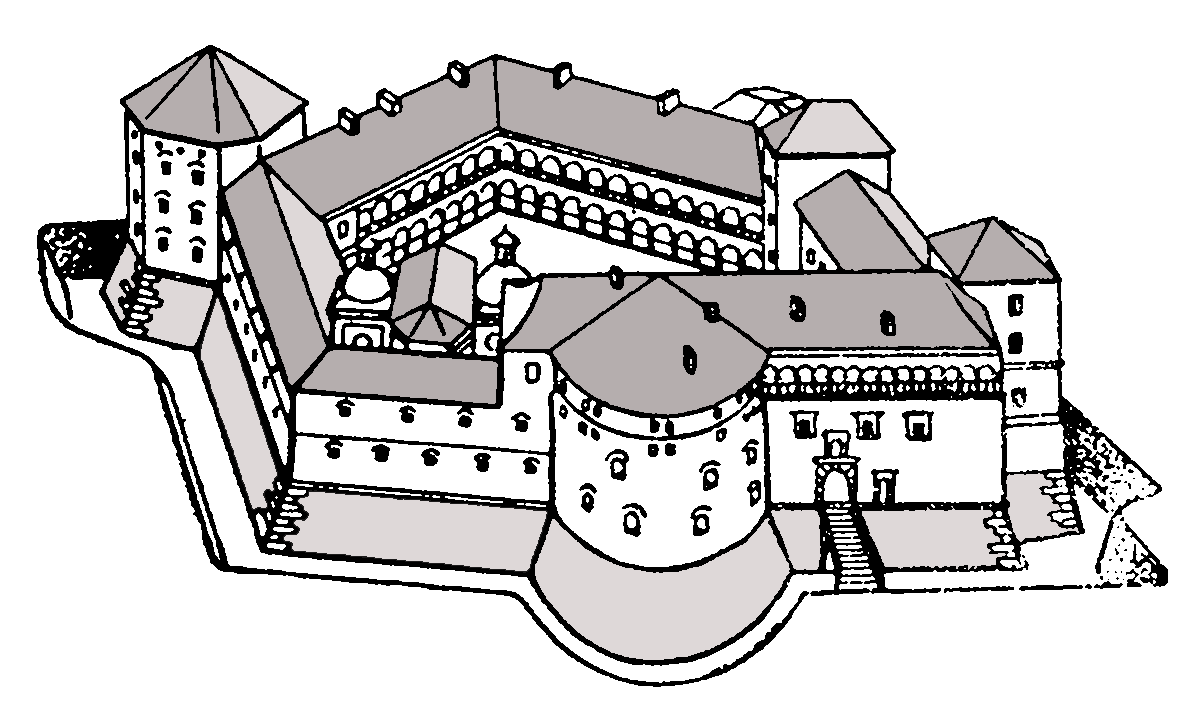
Бережанський замок, реконструкція первісного вигляду
Музей народної архітектури та побуту України, Пирогів біля Києва. Частка експонатів - реставраційні копії дерев'яних споруд, які не встигли врятувати
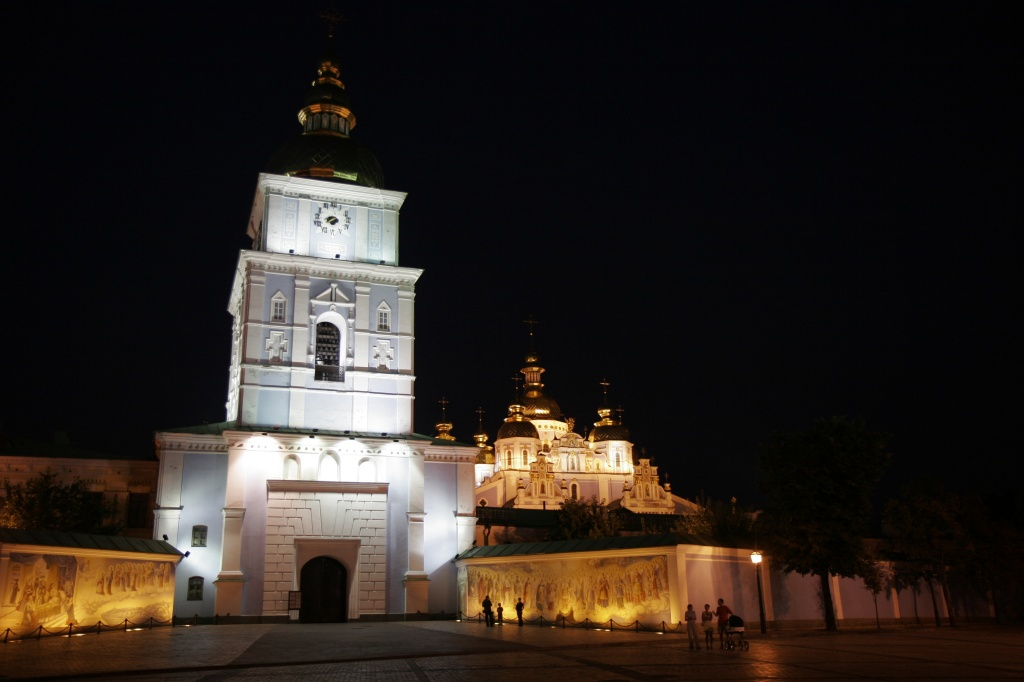
Відновлений Михайлівський Золотоверхий вночі

## Копії у музеях і їх завдання

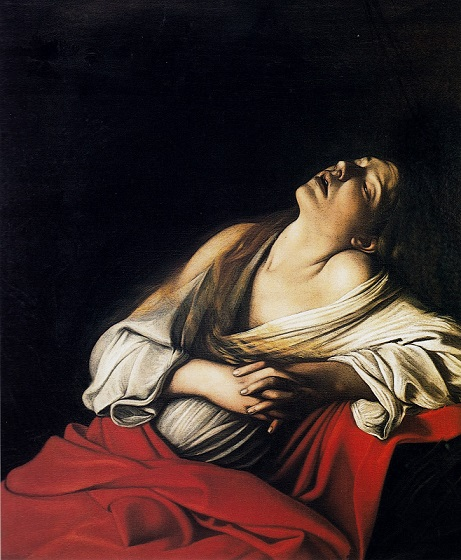
«Екстаз Марії Магдалини», бл. 1606 р.

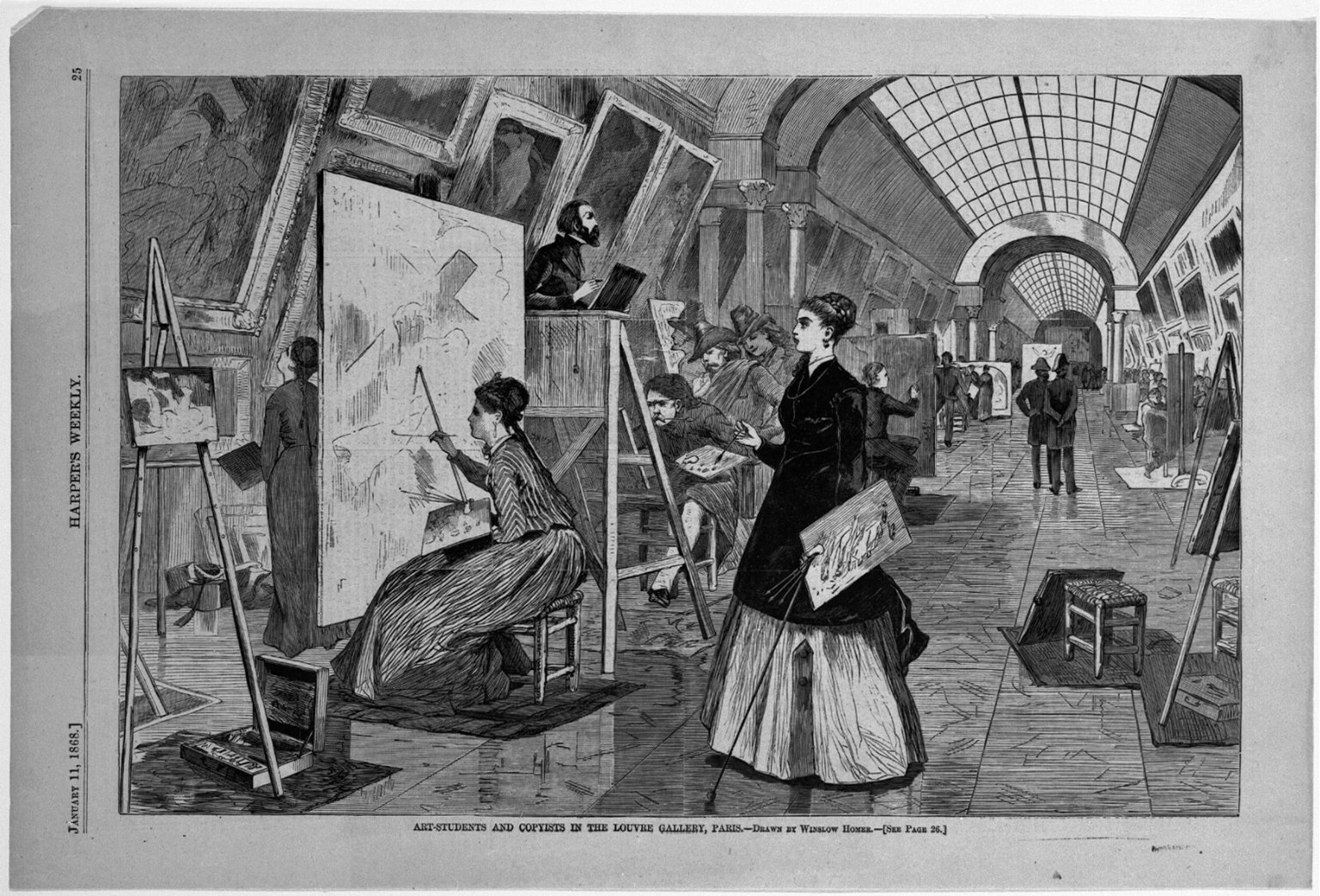
Вінслов Гомер. «Копіювання картин в Луврі», 1868 р., папір, друк, Бруклінський музей, США.

Старовинні копії творів живопису давно збирають музеї, серед них і відомі музеї світу. Давно втрачена картина «Екстаз Марії Магдалини» роботи Мікеланджело да Караваджо. Твори майстра, що мали надзвичайний вплив на розвиток західноєвропейського мистецтва XVII ст. і породили окрему, демократичну гілку стилю бароко (Караваджизм), давно на обліку.
Але невідомо, куди поділася картина «Екстаз Марії Магдалини». Свого часу з надзвичайно натуралістичного образу було створено декілька копій різними художниками, що копіюванням намагалися опанувати секрети композицій і майстерності померлого Караваджо. Копії «Екстаза Марії Магдалини» розійшлися великими музеями світу в надії, що одна з них, можливо,  буде втраченим оригіналом. Чергову копію «Екстаза Марії Магдалини» придбав і музей Ермітаж .
Існує декілька копій уславленої «Джоконди» Леонардо да Вінчі, більше або менше наближеної до оригінала, котрий зберігає музей Лувр, Париж. Кількість копій  « Джоконди » у Італії та у Сполучених Штатах така велика, що їх би вистачило на окрему картинну галерею.
Навпаки, старовинну копію фрески Леонардо «Таємна вечеря» (виконану олійними фарбами) старанно зберігає музей Ермітаж. Бо копія уславленої фрески зберегла ясність композиції і колористику оригінала, що перебуває у надто пошкодженому стані.
Низку копій було створено і з галереї менш уславлених портретів. Автопортрет художника Доменіко  Капріола довгий час вважали твором уславленого венеціанського художника Джорджоне, відкидаючи думку, що хтось інший може бути близьким за рівнем обдарованості до самого Джорджоне. Копіювання надало можливість тримати перед очима привабливий образ і володарю копії. На 1975 рік було відомо про існування трьох різих копій автопортрета у приватній збірці, в музеї міста Павія (Італія), у запасниках Старої пінакотеки, Мюнхен.
В італійський період життя Ель Греко охоче копіював твори Тиціана, ретельно опановуючи його колорит, композиції. Серед копій Ель Греко — такі шедеври портретного мистецтва Тиціана, як «Портрет Раннучо Фарнезе» та «Портрет папи римського Павла III». Відсутність підписів на портретах заплутувала ситуацію, тим паче, що й сам Тиціан створив не менш двох версій портрету папи римського.

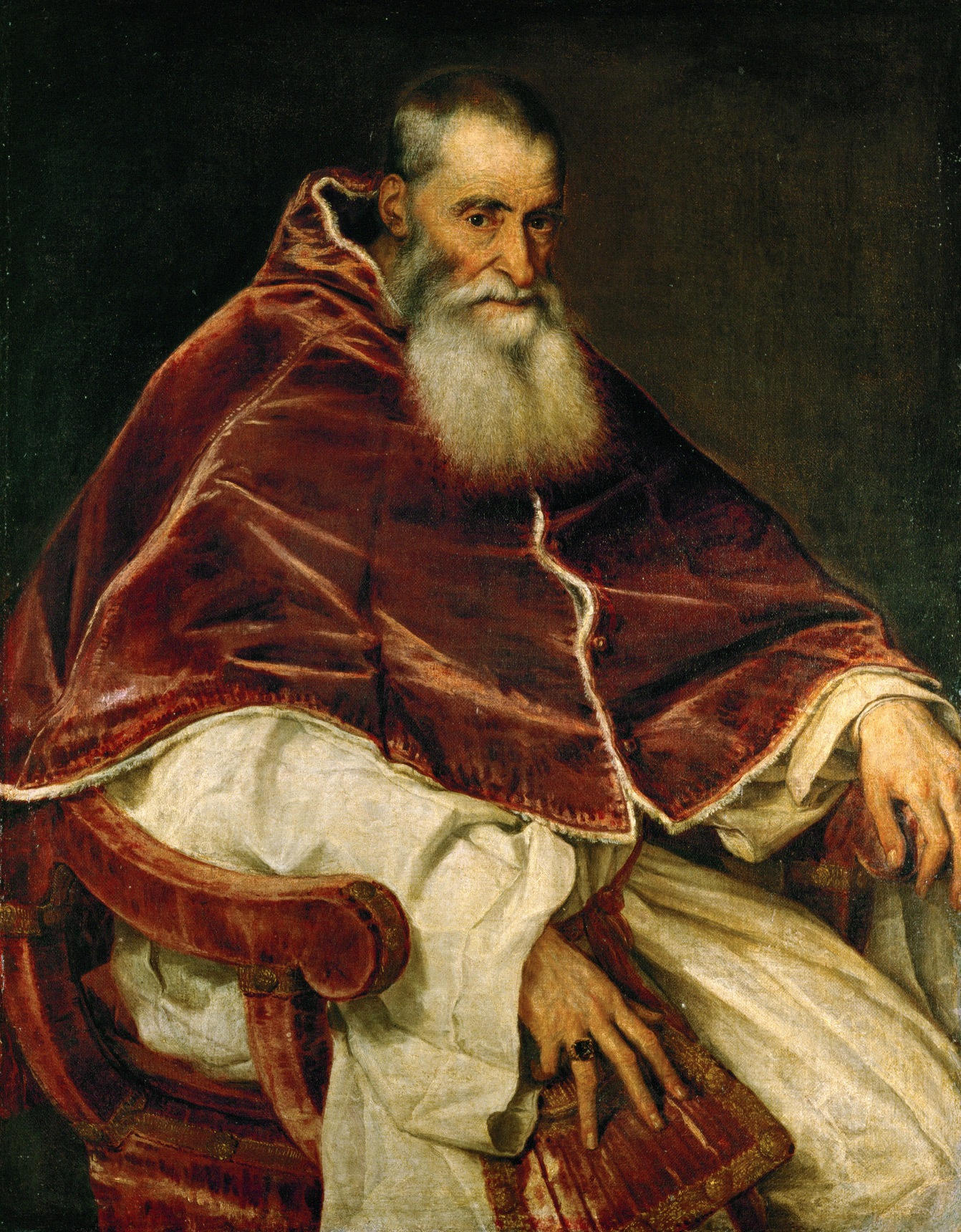
Портрет папи римського Павла III

Потьмянілий з часом «Портрет Рануччо Фарнезе» продали у США. Його вважали копією. Дослідити полотно узялись у 1950 р. Реставрація виявила і авторські фарби, і підпис Тиціана, який раніше не помічали. Тоді (після провенансу, реставрації, апаратних досліджень) ситуація з оригіналами та копіями прояснилася, відтепер — 
.
- «Портрет Рануччо Фарнезе», Вашінгтон, Національна галерея (оригінал, бо має підпис Тиціана, авторські фарби тощо)
- «Портрет Рануччо Фарнезе», Берлін, Далем (копія Ель Греко).
- «Портрет папи римського Павла III», музей Каподімонте, Неаполь, оригінал Тиціана
- «Портрет папи римського Павла III», Ермітаж, авторська версія Тиціана
- «Портрет папи римського Павла III», приватна збірка, Швейцарія, (копія Ель Греко).

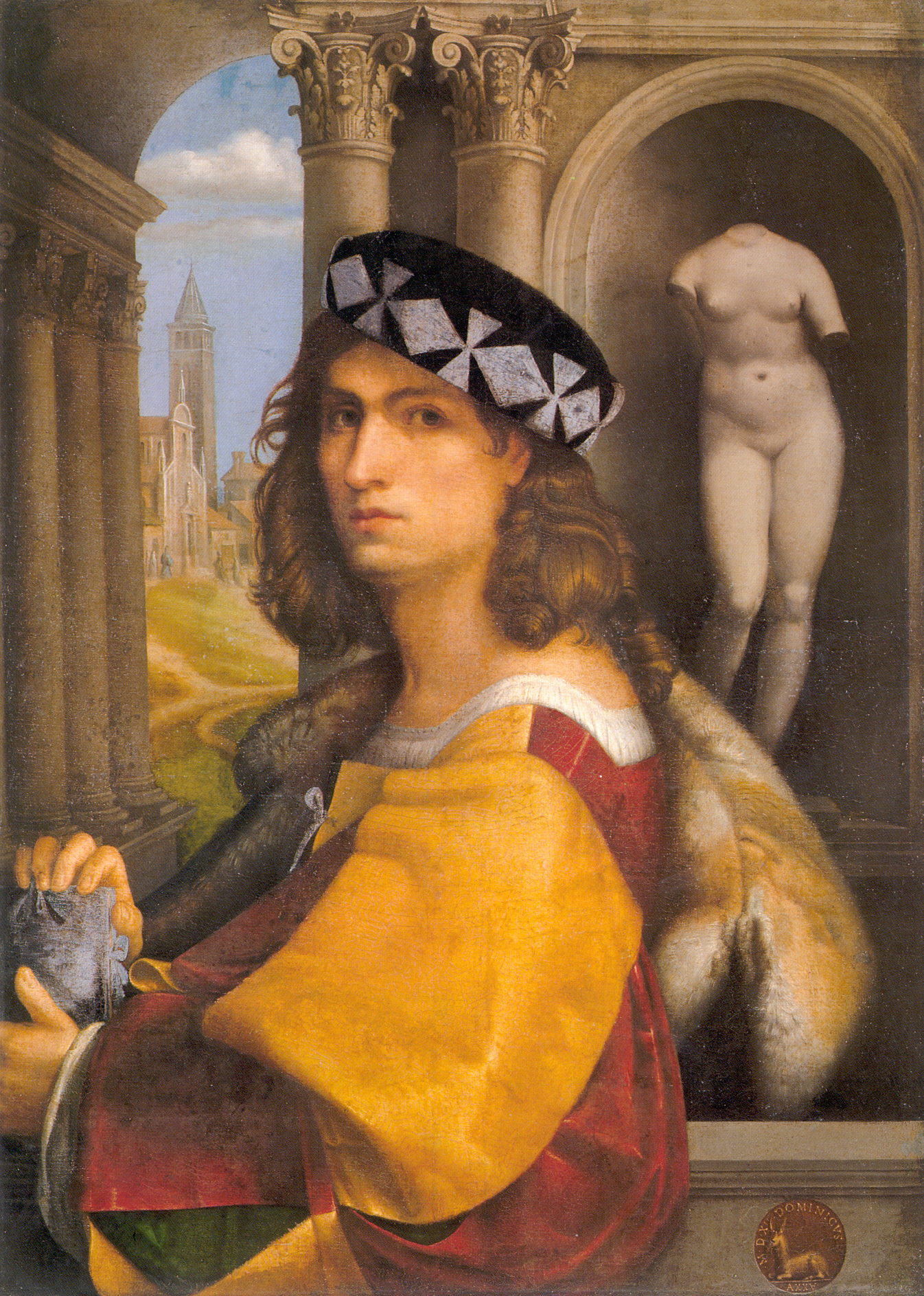
Доменіко Капріола, автопортрет. Оригінал в Ермітажі. Копія у Лондоні, приватна збірка
«Джоконда»,оригінал до 1506 р. копії у різних збірках
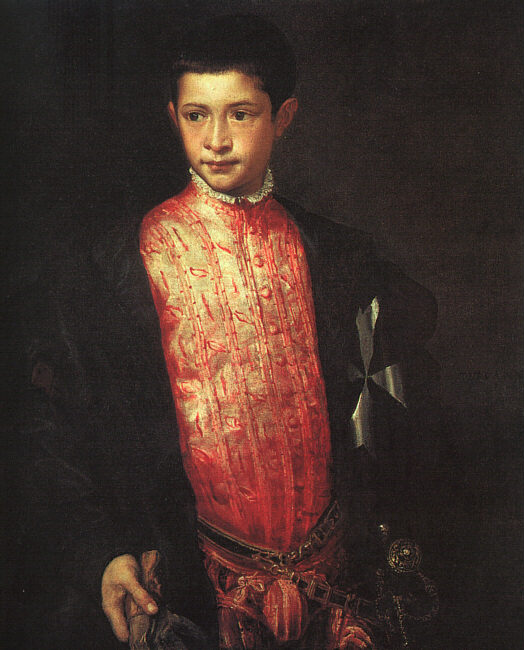
«Портрет Рануччо Фарнезе», Берлін, Далем (копія Ель Греко). Оригінал у місті Вашингтон, Національна галерея.

Значення старовинної копії особливо зростає у випадках повної і достовірно відомої втрати оригінала. Так, був знищений картон роботи Леонардо да Вінчі до фрески «Битва при Ангіарі». Центральну частину композиції з групою запекло зчепившихся вершників копіював Пітер Пауль Рубенс. Значення копії Рубенса — подвійне. Копія — вказівка на витоки мистецтва самого Рубенса, авторитетної фігури доби європейського бароко, та точно відтворена частина загиблого твору популярного італійського художника, збережених творів котрого  обмаль.

## Запобіжні заходи
Аби запобігти плутанині оригіналів з копіями у XX ст. поширили створення свідомо повних каталогів творів відомих митців з вказівками розмірів, техніки виконання, року створення. Це досить важко при опису продуктивних майстрів (серед котрих Вінсент ван Гог,Пікассо, Анрі Матісс, Альбер Марке, Ренато Гуттузо і низки менш обдарованих, але продуктивних), але такі каталоги створені і роками уточнюються.
При копіюванні оригіналів, сучасний художник — копіїст зобов'язаний робити копію в іншому, ніж оригінал, розмірі та без копіювання підпису попереднього майстра.

## Словничок статті
- Копія — точне відтворення чого-небудь, що майже цілком відповідає оригіналові[9].
- Повторення або репліка — копія уславленого зразка стародавньої скульптури, виконана творчо, тому не має точного відтворення у деталях чи неголовних частинах. Репліки (зазвичай група копій) орієнтовані на один уславлений оригінал, більш або менш відповідні оригіналу[2]
- Варіант (в скульптурі) — репліка з творчими внесками, створеними копіїстом при новому відтворенні оригінала.
- Контамінація або пастіччо — поєднання у одній скульптурній пам'ятці декількох оригінальних частин (різних майстрів і навіть різних стилів) з зашліфуванням швів для підвищення товарної і продажної якості твору[2].